# 王世慶

王世慶（1928年5月11日—2011年1月16日），台灣歷史學家，生於臺北州海山郡板橋街溪洲。

## 生平
- 小學就讀沙崙公學校，一直到小學六年級時，昭和16年（1941年）才搬到今樹林車站後站附近。
- 1941年，中等學校考取新竹州立桃園農業學校。
- 1945年，考取府立臺北師範學校，日本戰敗後，臺灣為國民政府接管，學制不同，於1946年4月17日畢業，資格是「高級師範普通科」，即為降了一級。
- 1946年2月，任教母校沙崙國民學校。
- 1948年8月，任教山仔腳國民學校。
- 1949年2月，轉任臺灣省通志館，開展文獻調查與歷史研究工作。
- 1956年1月6日，和林麗月結婚。
- 1971年，受邀前往美國進修一年。
- 1972年10月，辭去臺灣省文獻委員會編纂一職。
- 1983年-1989年，二次回到省文獻會工作。
- 1991年-1993年，三次回到省文獻會工作。
- 1993年9月，受聘中央研究院人文社會科學研究所兼任研究員。
- 1996年，擔任國立臺灣大學歷史學系兼任教授。
- 2002年11月，獲第25屆吳三連獎「人文社會科學獎歷史學類」頒獎。[1]
- 2008年11月，獲頒國史館臺灣文獻館「終生文獻貢獻獎」。[2]
- 2011年1月16日，病逝臺北市立聯合醫院仁愛院區。